# Lycophotia suffusa
Lycophotia suffusa är en fjärilsart som beskrevs av Tutt 1892. Lycophotia suffusa ingår i släktet Lycophotia och familjen nattflyn. Inga underarter finns listade i Catalogue of Life.